# António Zambujo
António Zambujo (Beja, 1975.) portugalski je glazbenik i pjevač fada. Njegovu glazbu karakterizira snažna prisutnost regionalnog žanra, Cante Alentejano, koji je imao velik utjecaj na njega tijekom odrastanja u portugalskom gradiću, Beji, u regiji Alentejo.

## Diskografija
Studijski albumi
- O mesmo fado (2002.)
- Por meu cante (2004.)
- Outro sentido (2007.)
- Guia (2010.)
- Quinto (2012.)

## Vanjske poveznice
- Službena stranica